# Jaume Cabrera
Jaume Cabrera, (fl. 1349-1432), pintor gòtic català considerat adscrit al corrent gòtic internacional, contemporani de Lluís Borrassa i mestre de Jaume Cirera.

## Biografia
Sense comptar amb cap documentació referent als seu període formatiu, la primera referència documentada correspon a la contractació d'un retaule per a l'església de Sant Martí de Calonge, el 4 de maig de 1394. Moltes de les referències posteriors corresponen a obres que s'han perdut i que no permeten una aproximació a la seva pintura, ja que no acostumen a descriure el detall del treball.
Va ser un pintor discret, assentat a Barcelona, coincidint amb els tallers dels seus contemporanis Joan Mates i Lluís Borrassà. Aquesta competència no li va permetre aconseguir grans contractes a Barcelona. Es coneixen dos treballs: una predel·la de l'església de Santa Anna, de la primera dècada del 1400 i destruïda el 1936, i la decoració de la sala d'Eleccions de la Casa de la Ciutat de Barcelona realitzada el 1401.
El 28 de juny de 1406 la confraria de Sant Nicolau reconeix un deute de 1.870 sous (170 florins) al pintor per un retaule per a la seva capella a la Col·legiata Basílica de Santa Maria de Manresa. D'aquesta obra es conserven set taules de les que es pot apreciar una possible formació al taller dels Serra, que estava en fase d'extinció, amb alguns detalls que recorden també una influència de Borrassà, en aquell moment en la seva màxima esplendor. De fet el 1401 Borrassà apareixia com a procurador de Jaume Cabrera.
El seu principal deixeble va ser Jaume Cirera, qui consta domiciliat a casa seva el 1418. Uns anys més tard, cap al 1430, Cirera es va casar clandestinament amb la filla de Cabrera, una boda a la que ell s'oposava per potenciar l'herència de la gestió del taller en el seu fill baró. D'altra banda, un deixeble de Lluís Borrassà, Pere Sarreal (o Pere ça Real), figura com a testimoni en una carta de pagament atorgada per Cabrera per la realització d'un retaule, el 1425, quan Borrassà ja havia mort.

## Estil
A més d'aquesta influència dels Serra, les taules de Manresa han permès atribuir la resta de la seva obra. Com a característiques constants de l'art de Cabrera destaca la seva tècnica a base de bons colors de tonalitats més aviat vives, aplicades en forma de pasta densa, sense veladures. Un fet que porta a obtenir volums, definits amb concreció i una mica durs. Fidel seguidor de les característiques pictòriques italogòtiques, el cànon curt i l'aspecte hieràtic dels seus personatges representen també un aspecte estilístic característic.
Els fons arquitectònics, generalment treballats amb laboriositat i proveïts únicament de la lògica estructural més elemental, segueixen molt de prop els primitius esquemes vigents a la segona meitat del segle xiv.

## Obra
A banda dels pocs encàrrecs barcelonins, la majoria procedien de localitats de l'entorn (Sarrià, Pedralbes, Alella, Canovelles, Esparreguera, Sant Martí Sarroca...), de terres gerundenses (Girona, Olot, Calonge, Torroella de Montgrí, Sant Feliu de Guíxols, La Bisbal...), o de poblacions de l'antiga diòcesi de Vic (Sant Joan de les Abadesses, Vallfogona, Sant Julià de Sassorba, Vic, Rajadell, Castelltallat, Manresa, Solsona...).
Són: el Retaule del Roser de l'església de Santa Maria de Sant Martí Sarroca, l'Enterrament que es conserva al museu d'Art de Girona, una Santa Faç a la catedral de Tortosa, un retaule d'Alzina de Ribelles, actualment al museu de Maricel de Sitges i al MNAC, així com algunes taules al museu Episcopal de Vic, entre elles una Marededéu amb vuit àngels músics.

### Obra conservada
| Imatge | Dades                                                                 | Dades |
| --- | --------------------------------------------------------------------- | ----- |
| | Retaule del Salvador                                                  |       |
| c.1400 | Tremp sobre taula · 270 () × 290 () cm                                |       |
| museu de Maricel de Sitges. |                                                                       |       |
| Retaule de l'església parroquial de Sant Salvador de l'Alzina de Ribelles (Vilanova de l'Aguda, Noguera) |                                                                       |       |
| | Tríptic de la Mare de Déu                                             |       |
| 1401 | Tremp sobre taula · 67,3 () × 16,2+32,3+16,2 () cm                    |       |
| Museu Arqueològic Nacional d'Espanya a Madrid |                                                                       |       |
| Petit tríptic d'adoració personal amb una taula central amb una Mare de Déu sedent amb el Nen i envoltada d'àngels músics amb clara inspiració a les obres similars dels germans Serra. Les taules laterals representen l'arcàngel Gabriel, sant Francesc i santa Caterina de Siena, a l'esquerra, i Maria en l'Anunciació, sant Antoni i sant Sebastià a la dreta. |                                                                       |       |
| | Retaule de Sant Miquel i Sant Nicolau                                 |       |
| 1406 | Tremp sobre taula · aprx. 320 () × 310 () cm                          |       |
| Seu de Manresa |                                                                       |       |
| Peça recomposta amb compartiments d'un retaule de grans dimensions cremat parcialment el 1714. Està compost per una talla exenta, del segle xiv que va ser afegida en la restauració del segle xviii, i les taules originals amb les escenes de: Miracle del mont Gargano / Resurrecció dels tres fills del carnicer (193 x 100 cm) / Sant Miquel Arcàngel pesant ànimes / Resurrecció del nen ofegat (193 x 100 cm) / Miracle del blat de l'emperador / Destrucció de l'arbre de Diana / Plor sobre el cos de Crist (320x96 cm). |                                                                       |       |
| | Tríptic de la Mare de Déu                                             |       |
| 1415-1420 | Tremp i full d'or sobre taula · 187 () × 127 () cm                    |       |
| Museu de Montserrat |                                                                       |       |
| Es tracta d'un retaule factici fet amb un Calvari sobre tres taules procedents d'una predel·la. Va pertànyer a Josep Masriera i posteriorment a l'orfebre Joaquim Carreras (1869-1948). Finalment, el 26 de febrer de 1987, el seu fill, Manuel Carreras, la va donar al Museu de Montserrat, on es conserva. |                                                                       |       |
| | Retaule del Roser                                                     |       |
| 1421 |                                                                       |       |
| església de Santa Maria de Sant Martí Sarroca |                                                                       |       |
| El retaule s'ha mantingut a l'església per a la qual fa ser fet. Durant la Guerra Civil espanyola va ser desmuntat i amagat entre les cases dels feligresos. Va ser restaurat el 1991 i es va detectar que se li havien tret les portes, amb imatges de Sant Pau i Sant Pere, el sagrari, i s'havia canviat la part dreta de la predel·la per una còpia. El canvi s'havia fet durant la restauració del 1942. Aquesta intervenció havia estat molt criticada pels experts de l'època que denunciaven que el restaurador ja havia fet malbé altres retaules a la catedral de Barcelona. La denúncia publicada a la revista Destino informava que la còpia de la predel·la s'havia fet perquè l'original s'havia perdut el 1936 durant la guerra civil. L'any 2003 es va descobrir i recuperar la predel·la original quan s'intentava subhastar a Madrid. Després d'estar en custòdia al MNAC fins tenir sentència judicial ferma, va ser reincorporada en una intervenció del Centre de Recuperació de Béns Mobles de Catalunya, el 2012. |                                                                       |       |
| | Enterrament de Jesús                                                  |       |
| c.1432 | Tremp sobre taula · 190 () × 135 () cm                                |       |
| Catedral de Girona |                                                                       |       |
| |                                                                       |       |
| | Mare de Déu amb l'infant i àngels músics                              |       |
| s.XV | Tremp sobre taula · 75 () × 120 () cm                                 |       |
| Museu Episcopal de Vic |                                                                       |       |
| El centre d'atenció de la pintura és l'Infant Jesús, assegut a la falda de la Mare de Déu –representada segons la tipologia de la Mare de Déu de la Humilitat, asseguda a terra sobre d'un coixí–, que juga amb una cadernera que vola, i que té agafada a la mà amb una cinta. Al seu costat, uns àngels toquen instruments musicals tot creant una de les atmosferes més líriques i poètiques de la pintura gòtica catalana. |                                                                       |       |
| | Retaule de la Pietat, capella de Santa Caterina, Torroella de Montgrí |       |
| 1ª meitat s.XV | Tremp sobre taula · 122 () × 250 () cm                                |       |
| Museu d'Art de Girona |                                                                       |       |
| Formava part d'un retaule de l'església de Sant Genís de Torroella de Montgrí destruït durant la Guerra civil espanyola. Mostra un enterrament en què al voltant del cos de Crist, s'hi articulen set figures: Josep d'Arimatea i Nicodem, un a cada cantó, amb robes daurades, com les de la Mare de Déu que besa la mà del fill mort. A l'entorn seu, Joan, amb un vestit rosat, i les tres dones: l'una vestida de vermell, l'altra de verd i l'altra de morat, totes en actitud de plany. Al fons, cinc àngels diminuts exhibeixen, com en un joc, la creu, l'escala, la canya, la llança, i la columna de la passió. Totes les mirades i actituds giren al voltant del cos rígid i allargat. |                                                                       |       |